# Шереметев, Пётр Борисович
Граф Пётр Бори́сович Шереме́тев (26 февраля (9 марта) 1713, Рославль — 30 ноября (11 декабря) 1788, Прилуки) — генерал-аншеф, обер-камергер Императорского двора при Петре III и Екатерине II, сенатор. С 1780 года московский губернский предводитель дворянства. Владелец усадеб Кусково, Останкино, Вороницкая. Создал балетную и живописную школы, крепостной театр.

## Биография

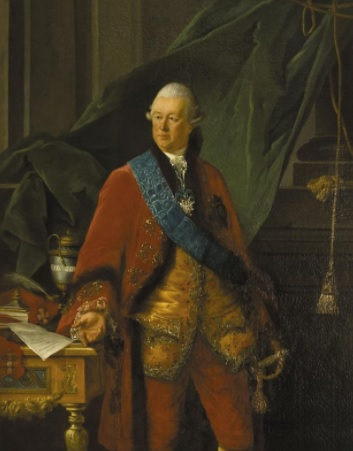
Николя Бенжамен Делапьер. Парадный портрет графа Петра Борисовича Шереметева. Музей-усадьба Кусково, Москва

Старший сын фельдмаршала графа Б. П. Шереметева от его второго брака с Анной Петровной Салтыковой (по первому мужу, Нарышкиной). Крестным отцом его был гетман Скоропадский. Царь Пётр I почтил своего любимого соратника зачислением его новорожденного сына в лейб-гвардии Преображенский полк прапорщиком.
Граф Пётр Борисович Шереметев был товарищем детства императора Петра II, с которым вместе рос и учился.
30 ноября (11 декабря) 1726 года императрица Екатерина I произвела тринадцатилетнего Петра Шереметева в подпоручики гвардии, а Пётр II пожаловал его, на следующий день после своей коронации, 25 февраля (7 марта) 1728 года — в поручики и 25 февраля (8 марта) 1729 года — в капитан-поручики того же лейб-гвардии Преображенского полка.
Граф Пётр Борисович не ладил с временщиком, князем Иваном Алексеевичем Долгоруковым, а потому держал себя далеко от двора и, сколько мог, противился браку своей сестры, графини Натальи Борисовны, с царским любимцем, но брак этот состоялся.
Находясь в полку на действительной службе, граф Шереметев был произведён императрицей Анной Иоанновной 30 января (10 февраля) 1738 года в капитаны.
Ещё в 1732 году прибыла в Россию родная племянница государыни, мекленбургская принцесса Елизавета Екатерина Христина, окрещённая в православие с именем Анны Леопольдовны. Когда было решено её бракосочетание с брауншвейг-люнебургским принцем Антоном-Ульрихом, то императрица Анна Иоанновна устроила ей особый придворный штат и 30 марта (10 апреля) 1739 года назначила, между прочим, в камергеры комнаты принцессы л.-гв. капитана графа Петра Шереметева.
В регентство принцессы Анны Леопольдовны он был пожалован, 1 (12) января 1741 года, в действительные камергеры Императорского двора, с жалованием 1500 руб. в год.
Вступившая, 25 ноября (6 декабря) 1741 года, на российский престол императрица Елизавета Петровна, указом от 25 января (5 февраля) 1742 года, повелела графу Петру Шереметеву быть, по-прежнему, действительным камергером Императорского двора.
По прибытии, 5 (16) февраля 1742 года, в Санкт-Петербург вызванного государыней родного племянника её, шлезвиг-голштинского принца Карла Петра Ульриха, избранного ею в наследники русского престола, герцог, жалуя некоторых придворных голштинским орденом Св. Анны, 25 апреля (6 мая) 1742 года, в день Священного коронования императрицы Елизаветы, дал таковой и действительному камергеру графу Петру Борисовичу Шереметеву.
Царствование Елизаветы и брак в 1743 году с дочерью канцлера князя Алексея Михайловича Черкасского, княжной Варварой Алексеевной, наследницей крупнейшего состояния в России, положили начало его взлету по карьерной лестнице.
15 (26) апреля 1744 года, в день торжественного празднования мира с шведской короной, графу Шереметеву был пожалован орден Св. благоверного князя Александра Невского.
5 (16) сентября 1754 года действительный камергер граф Пётр Шереметев был произведён в генерал-лейтенанты, с оставлением в придворном звании.
В 1758 году ему Высочайше дозволено было принять для ношения данный ему королём польским орден Белого Орла, а 30 августа (10 сентября) 1760 года он был пожалован в генерал-аншефы и генерал-адъютанты Её Императорского Величества.
По кончине, 25 декабря 1761 (5 января 1762) года, императрицы Елизаветы Петровны, вступивший на престол император Пётр III пожаловал 26 декабря 1761 (6 января 1762) года генерал-аншефу графу Петру Борисовичу Шереметеву орден Св. Андрея Первозванного, а на другой день, 27 декабря 1761 (7 января 1762) года — назначил его обер-камергером Императорского двора.
Императрица Екатерина II в день своего воцарения, 28 июня (9 июля) 1762 года, назначила графа Петра Борисовича Шереметева сенатором.
Перед своим отправлением в Москву, для Священного коронования, императрица Екатерина Алексеевна собственноручно наметила, 19 (30) июля 1762 года, список сенаторов, которые должны были оставаться в Санкт-Петербурге и присутствовать в Сенатской конторе, а также назначенных сопровождать государыню в древнюю столицу. Граф Пётр Борисович был помещён в числе последних и участвовал в Москве на всех коронационных торжествах.
4 (15) апреля 1763 года граф Пётр Борисович Шереметев был уволен, согласно желанию, в годовой отпуск.
По разделении Правительствующего сената на департаменты, граф Шереметев 23 января (3 февраля) 1764 года был назначен присутствовать в 4-м департаменте Сената.
Вследствие предположенного открытия в 1767 году, в Москве, комиссии составления нового уложения, и депутатов от всех учреждений, сословий и народонаселения России, 19 (30) января 1767 года граф Пётр Борисович Шереметев был избран в поверенные для выбора головы и депутата от города Санкт-Петербурга. Участвуя в заседаниях означенной комиссии, граф Пётр Борисович выразил свою полную готовность освободить крестьян от крепостной зависимости.
2 (13) октября 1767 года скончалась графиня Варвара Алексеевна, утрата которой, после 24-летнего мирного и согласного супружества, тяжело подействовала на графа Петра Борисовича, ещё более сражённого судьбой в следующем году — смертью любимой его дочери, графини Анны (умерла 17 (28) мая 1768 года). Это семейное горе заставило графа Петра Борисовича просить у государыни полного удаления от всяких дел и обязанностей.
По таковому ходатайству императрица Екатерина подписала 29 июля (9 августа) 1768 года следующий указ Правительствующему сенату: «Генерал-аншеф, двора Нашего обер-камергер и сенатор граф Шереметев всеподданнейше просил Нас об увольнении его от всех военных и гражданских дел. Мы чрез все время службы его долговременной предкам Нашим и Нам самим, бывши всегда довольны его верностью и усердием, всемилостивейше снисходим на его прошение и увольняем его вечно от службы Нашей военной и гражданской».
В 1776 году граф Шереметев был выбран в начальники уланского московского корпуса дворовых и городских людей, а в 1780 году он был избран московским губернским предводителем дворянства.
В противоположность своему отцу Пётр Шереметев не обнаружил способностей ни к военной, ни к гражданской службе. За всё время службы он составил лишь «Устав о должностях и преимуществах обер-камергера». Будучи владельцем более 140 тысяч душ крестьян, он отнюдь не обременял себя службой, а жил в своё удовольствие.
Был известен своими чудачествами, любовью к искусствам, роскошным образом жизни и богатством. Выписывал из-за границы различные политические и философские сочинения. В 1770-х годах издал переписку своего отца с Петром I. Обладал лучшими театром и оркестром в России. Продолжил дело своего отца в собирании в шереметевской усадьбе Кусково картинной галереи портретов — вероятно, лучшей в России XVIII века. Его служащие постоянно были озабочены приобретением для графа то «редких руд, окаменелостей и животных», то «бюстов эллинских богов», то гравюры «с картин славного живописца Муриллова». То он планировал создать для кусковского пруда яхты, с командами и пушками, то заботился о приобретении редких раковин для украшения кусковского грота.
При всем при этом, он оставался расчётливым хозяином, всегда входившим даже в мелкие детали управления своим огромным хозяйством. Он лично определял, сколько французских калачей положено ежедневно каждому из его домочадцев, рассчитывал как выгоднее перекрыть крышу на флигелях, как сделать решётку в петербургском доме. Всё своё хозяйство он основывал из практических соображений. Он обустраивал школы для своих крепостных, для обучения наукам «которые по дому нужны», он противился эксплуатации крестьян, освобождая малосильных от тягот, чтобы они «могли себя поправить и прийти в лучшее состояние». Даже абрикосы и прочие оранжерейные деликатесы он выращивал, чтобы поддерживать дружбу с генерал-прокурором князем Вяземским, ссылаясь на то, что «в князе Александре Алексеевиче всегда бывает надобность». Однако же, при всей рачительности, когда надо было поддержать фамильную честь, Шереметев, хотя и жалуясь на «большие расходы», торжественно принимал в Кусково Екатерину II и давал праздники, поражавшие иностранцев широтой и размахом.
Скончался 30 ноября (11 декабря) 1788 года и похоронен в Знаменской церкви московского Новоспасского монастыря.

## Семья
Был женат c 28 января 1743 года на княжне Варваре Алексеевне Черкасской (11.09.1711—02.10.1767), единственной дочери канцлера Российской империи, князя Алексея Михайловича Черкасского и княжны Марьи Юрьевны Трубецкой (27.02.1696—16.08.1747), по вступлении на престол императрицы Анны Иоанновны, за заслуги отца, имевшей дозволение носить локоны (преимущество фрейлин), хотя и не была фрейлиной; камер-фрейлины (с декабря 1741); статс-дамы, с возложением портрета Государыни (с 2 января 1744). В результате женитьбы ему досталось богатое приданое. Дети:
- Анна Петровна (18.12.1744—17.05.1768)
- Борис-Порфирий Петрович (02.11.1745—07.01.1758)
- Алексей Петрович (29.10.1746—1748)
- Мария Петровна (26.10.1747—1748)
- Николай Петрович (1751—1809).
- Варвара Петровна (02.01.1750—27.05.1824) — 23 февраля 1774 сочеталась браком с графом Алексеем Кирилловичем Разумовским.

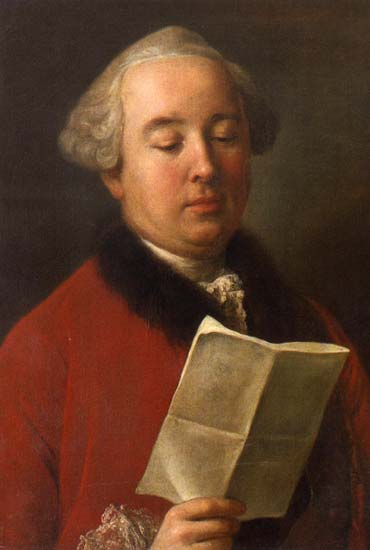
Пётр Борисович
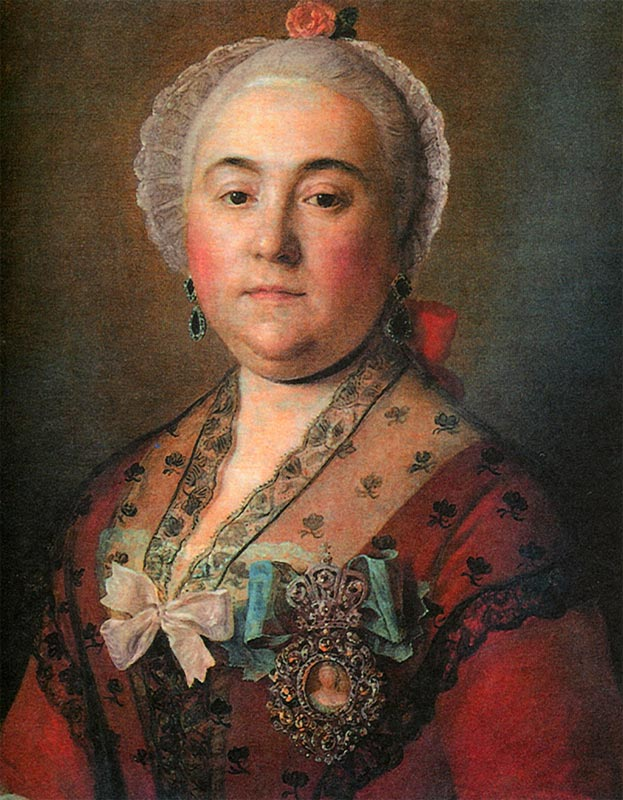
Варвара Алексеевна
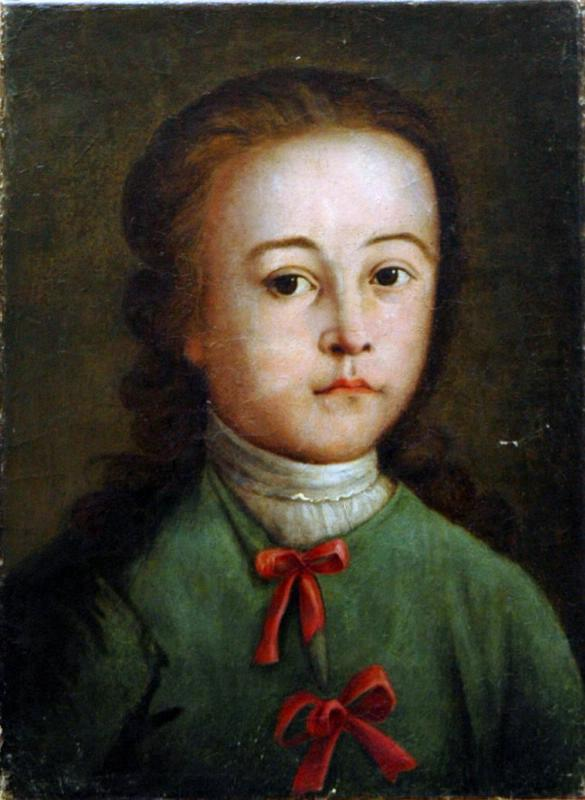
Борис-Порфирий Петрович
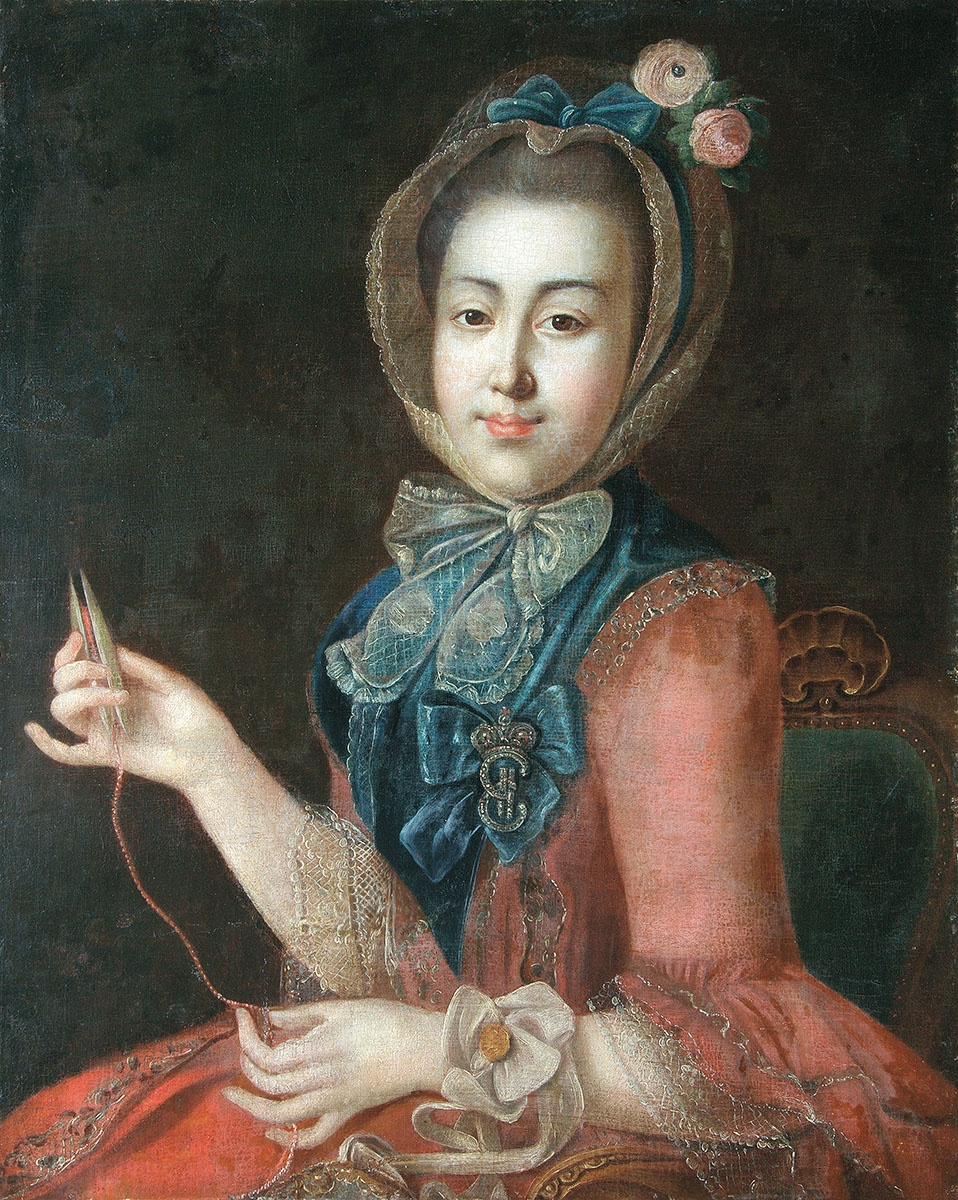
Анна Петровна
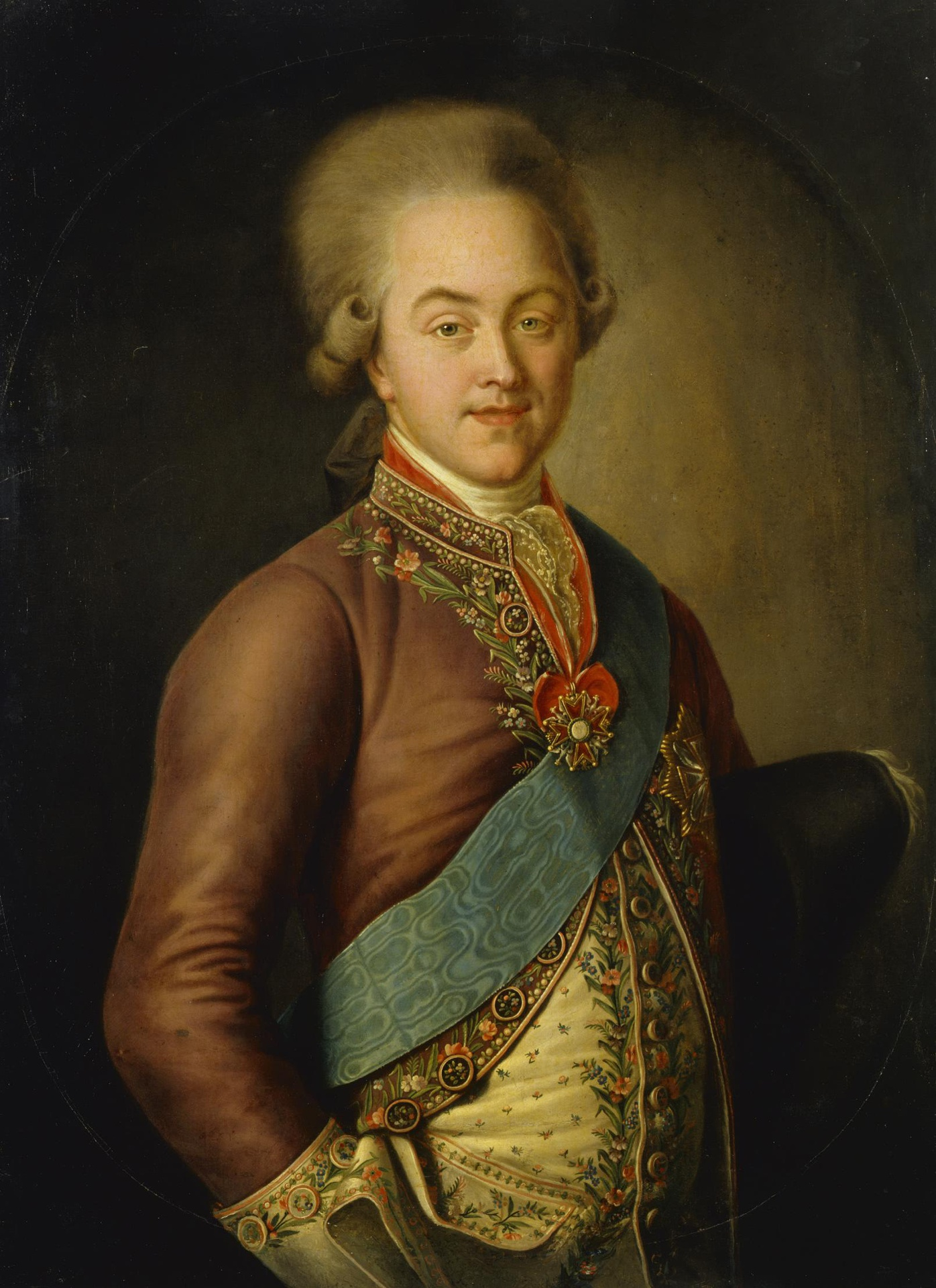
Николай Петрович
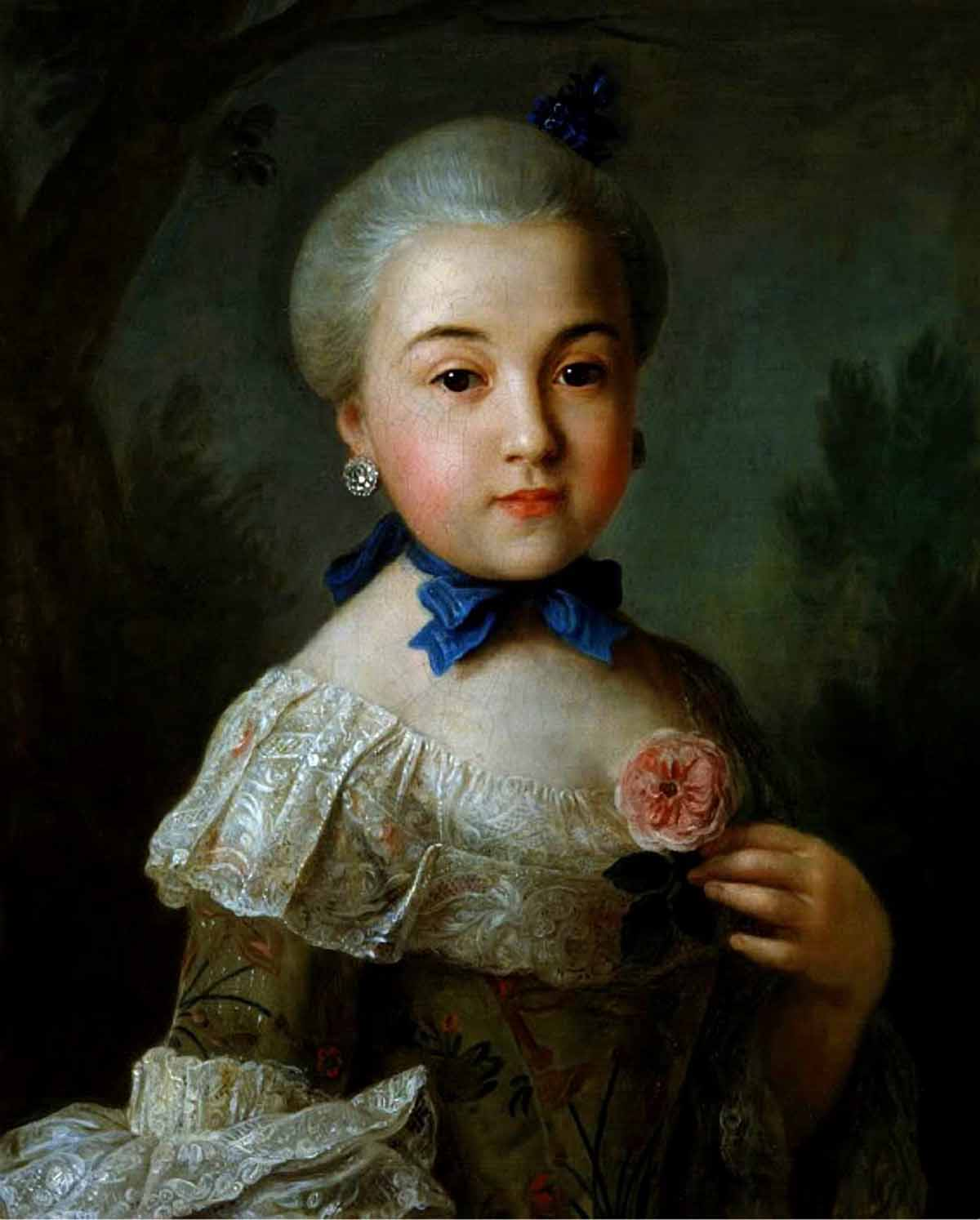
Варвара Петровна

Кроме того, имел несколько внебрачных детей, получивших фамилию Реметевы.